# Південний Талапітіоя
Грама Ніладхарі Південна Талапітіоя (№ 140B) — Грама Ніладхарі підрозділу ОС Падіяталава, округ Ампара, Східна провінція, Шрі-Ланка.

## Демографія
| Населення (2007) | Населення (2007) | Населення (2007) | Населення (2007) | Населення (2007) |
| Населення        | Чоловіки         | Жінки            | Діти             | Дорослі          |
| ---------------- | ---------------- | ---------------- | ---------------- | ---------------- |
| 590              | 285              | 305              | 249              | 341              |